# Cyclophoridae
Famille
Synonymes
Alycaeidae Blanford, 1864
Les Cyclophoridae sont une famille de mollusques gastéropodes terrestres de la super-famille des Cyclophoroidea.

## liste des sous-taxons
Sous-familles
Alycaeinae - Cyclophorinae - Pterocyclinae - Spirostomatinae
Genres non-classés
Anosycolus – Dominamaria – Nobuea – †Palaeocyclophorus – †Tropidogyra – Ventriculus

## Liens externues
- (en) BioLib : Cyclophoridae
- (en) Catalogue of Life : Cyclophoridae Gray, 1847 (consulté le 12 avril 2023)
- (en) Fauna Europaea : Cyclophoridae
- (fr + en) ITIS : Cyclophoridae
- (en) NCBI : Cyclophoridae (taxons inclus)
- (en) Paleobiology Database : Cyclophoridae Gray 1847
- (en) WoRMS : Cyclophoridae Gray, 1847 (+ liste genres + liste espèces)